# Nižný Hrabovec
Nižný Hrabovec est un village de Slovaquie situé dans la région de Prešov.

## Histoire
Première mention écrite du village en 1357.

## Démographie

### Évolution de la population
| Année:               | 1994. | 2004.    | 2014.   | 2024.   |
| -------------------- | ----- | -------- | ------- | ------- |
| Nombre de personnes: | 1372  | 1611     | 1634    | 1570    |
| Différence:          |       | +17,41 % | +1,42 % | -3,91 % |

| Année:               | 2023. | 2024.   |
| -------------------- | ----- | ------- |
| Nombre de personnes: | 1594  | 1570    |
| Différence:          |       | -1,50 % |